# Jean-Laurent Bonnafé
Jean-Laurent Bonnafé, né le 14 juillet 1961 à Albi, est un banquier français. Il est membre du corps des ingénieurs des mines français, administrateur-directeur-général du groupe BNP Paribas depuis le 1er décembre 2011.

## Formation et débuts
Fils d'un ingénieur d'EDF et d'une mère juriste, Jean-Laurent Bonnafé entre en 1981 à l'École polytechnique. Sorti dans la botte, il intègre le Corps des Mines et passe 3 ans de scolarité à l'École des mines de Paris.
Ingénieur des Mines, Jean-Laurent Bonnafé est nommé adjoint du directeur de la direction régionale de l'industrie (DRIR) de Languedoc-Roussillon en 1987, et simultanément chargé de mission auprès du préfet de la région (SGAR), chargé des affaires industrielles.
De retour à Paris, il travaille au Conseil général des mines du ministère de l'Industrie entre 1990 et 1992. Il s'occupe notamment de la formation des élèves du corps des mines à  Mines ParisTech.
Il rejoint ensuite le ministère de l’Industrie, puis devient conseiller technique au cabinet de Bruno Durieux, alors ministre du Redéploiement industriel et du Commerce extérieur,.

## Carrière au sein de la banque
Jean-Laurent Bonnafé entre à la BNP en 1993. Il y occupe d'abord des fonctions de sous-directeur des grandes entreprises, puis en 1997, il est nommé par Michel Pébereau responsable de la stratégie et du développement.
À la suite de la fusion de la BNP avec Paribas en 2000, il pilote le processus d’intégration des deux banques.
Jean-Laurent Bonnafé entre au comité exécutif de BNP Paribas en 2002 et devient responsable de la banque de détail en France.
Après l’acquisition de la banque italienne BNL en 2006, il en est nommé administrateur délégué et pilote son intégration dans le groupe BNP Paribas. A cette occasion, il apprend l'italien à une vitesse record.
En 2008, il accède à la fonction de directeur général délégué de BNP Paribas et il est nommé responsable de l’ensemble des activités de banque de détail du groupe.
Tout en conservant ses autres fonctions au sein du groupe, Jean-Laurent Bonnafé devient CEO de Fortis Bank, à la suite de son acquisition par BNP Paribas en mai 2009.
À ce poste, il en dirige l’intégration et le redressement sous la marque BNP Paribas Fortis.
Le 12 mai 2010, au cours de l’assemblée générale annuelle, Jean-Laurent Bonnafé est élu membre du conseil d’administration du groupe BNP Paribas.
Lors de l'assemblée générale du 11 mai 2011, Michel Pébereau a annoncé que la nomination de Jean-Laurent Bonnafé comme directeur général de BNP Paribas sera proposée au conseil d'administration du 1er décembre 2011.
Le 1er décembre 2011, Jean-Laurent Bonnafé devient administrateur-directeur-général de BNP Paribas.
Il est décrit comme « discret » mais « incroyablement efficace ».
En octobre 2012, dans le contexte de ralentissement de l'économie européenne, il réaffirme l'engagement de la banque dans le financement des entreprises.
Depuis le 1er septembre 2013 il est le président de la Fédération bancaire française. Il succède à Jean-Paul Chifflet, directeur général du Crédit agricole.
Le 18 décembre 2013 Jean-Laurent Bonnafé a été classé 8e patron du CAC 40 le plus performant par le magazine Challenges.
Sa rémunération atteint 3,69 millions d'euros en 2020, soit 43 fois la rémunération moyenne de ses collaborateurs du groupe. Il s'agit de la rémunération la plus importante dans une banque française, mais elle est très inférieure à celle de patrons de banques étrangères tels que ceux de Deutsche Bank ou de Morgan Stanley.

En 2024, il est rémunéré en brut à hauteur de 4,24 millions d'euros, dont une rémunération fixe de 1,84  M€, une part variable de 1,93 M€ et une rémunération sur le plan à long terme de 0,46 M€. Pour 2025, le fixe est revalorisé à 2,3 M€.

## Engagement
Jean-Laurent Bonnafé s'implique fortement dans les causes, en devenant « thematic champion » de HeForShe en 2018 (le programme de l'ONU pour l'égalité hommes-femmes), en signant dès 2015 la charte LGBT de l'Autre Cercle, ce qui a fait de BNP Paribas la première banque française à la signer ou en étant personnellement mentor des start-up sociales lauréates de La France s'engage.
Le 8 mars 2019, Jean-Laurent Bonnafé, dans le cadre de ses fonctions d'Administrateur Directeur Général du Groupe BNP Paribas signe avec 50 chefs d’entreprises du SBF 120 et les secrétaires d’Etat Agnès Pannier-Runacher et Marlène Schiappa , une tribune en faveur de l’égalité des sexes. Au cœur de celle-ci, ils annoncent prendre comme engagement la publication systématique du taux de femmes aux postes d’encadrement, et, s’inspirant de la loi Pacte pour les mandataires sociaux, s’assurer que pour chaque poste d’encadrement et de direction, tant interne qu’externe, une femme se trouvera toujours en phase finale du processus de recrutement. La tribune a pour objectif de briser les plafonds de verre.
Il s’est également engagé à augmenter la proportion des hommes et des femmes recrutés à certains postes clés dans deux métiers historiquement à dominante féminine (RH) et masculine (Global Market). Il fixe un objectif de plus de 40% de femmes au sein des programmes « Graduate & Talents ».
En mai 2019, il est nommé président de l’association Entreprises pour l’environnement (EpE) pour une durée de trois ans.

## Distinctions
- Chevalier de la Légion d'honneur le 13 juillet 2012[16].
- Officier de l'ordre des Arts et des Lettres le 15 avril 2022[17]
- Officier de l'ordre de la Couronne de Belgique le 18 juin 2012[18].
- Ordre du mérite de la République italienne le 18 janvier 2012[19].